# Buttapietra

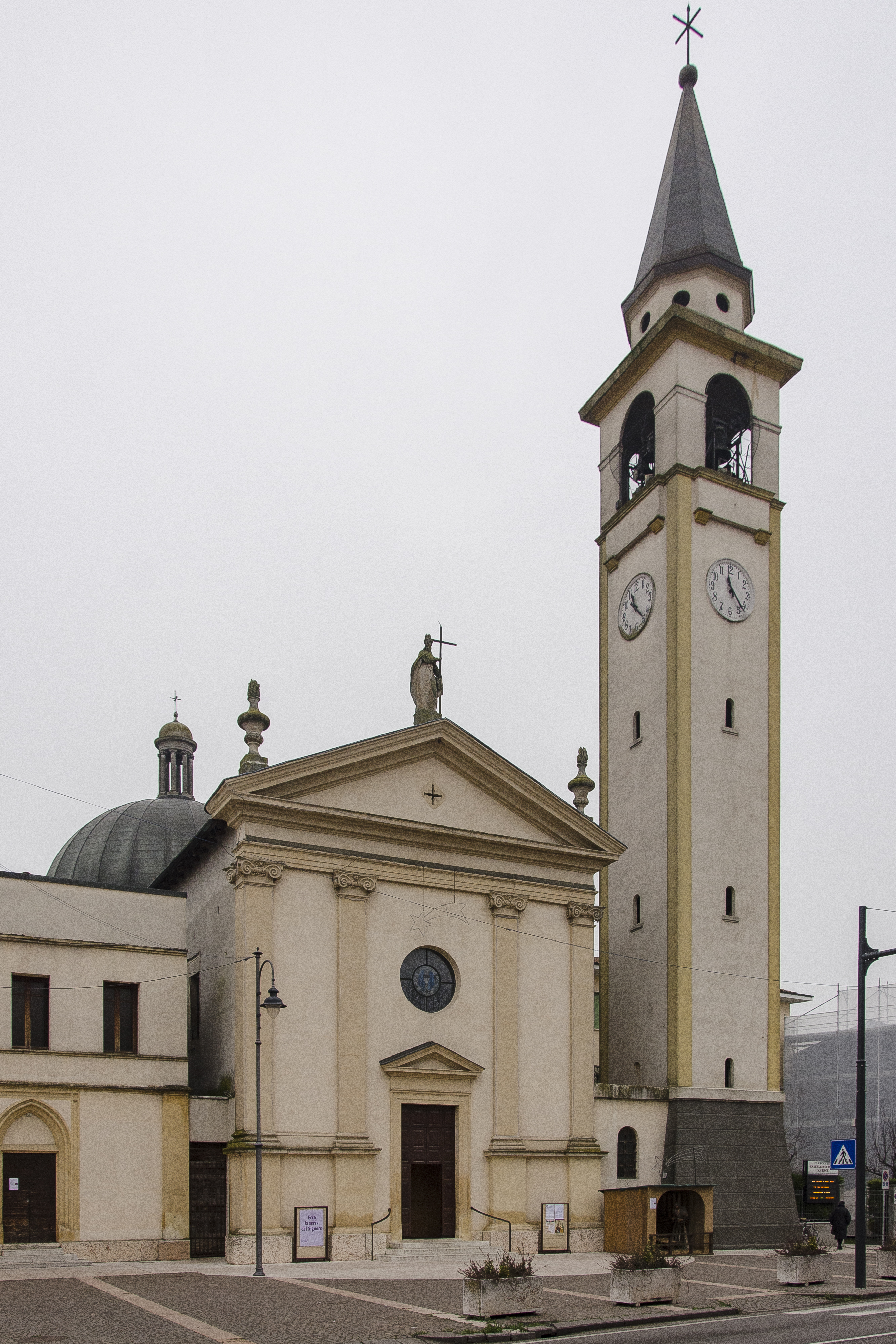
Buttapietra

Buttapietra là một đô thị ở tỉnh Verona trong vùng Veneto của Ý, có cự ly khoảng 110 km về phía tây của of Venice và khoảng 10 km về phía tây nam của of Verona. Tại thời điểm ngày 31 tháng 12 năm 2004, đô thị này có dân số 6.195 người và diện tích là 17,2 km².
Đô thị Buttapietra có các frazioni (các đơn vị trực thuộc, chủ yếu là các làng) Bovo and Marchesino e Settimo Gallese.
Buttapietra giáp các đô thị: Castel d'Azzano, Isola della Scala, Oppeano, San Giovanni Lupatoto, Verona, và Vigasio.